# Bombycoidea
Bombycoidea là một liên họ bướm đêm, bao gồm các loài bướm tơ, bướm hoàng đế, sphinx moth và các họ hàng của chúng. Liên họ Lasiocampoidea có quan hệ gần gũi và đôi khi được sáp nhập vào nhóm này. Ấu trùng của chúng có sừng.

## Hình ảnh

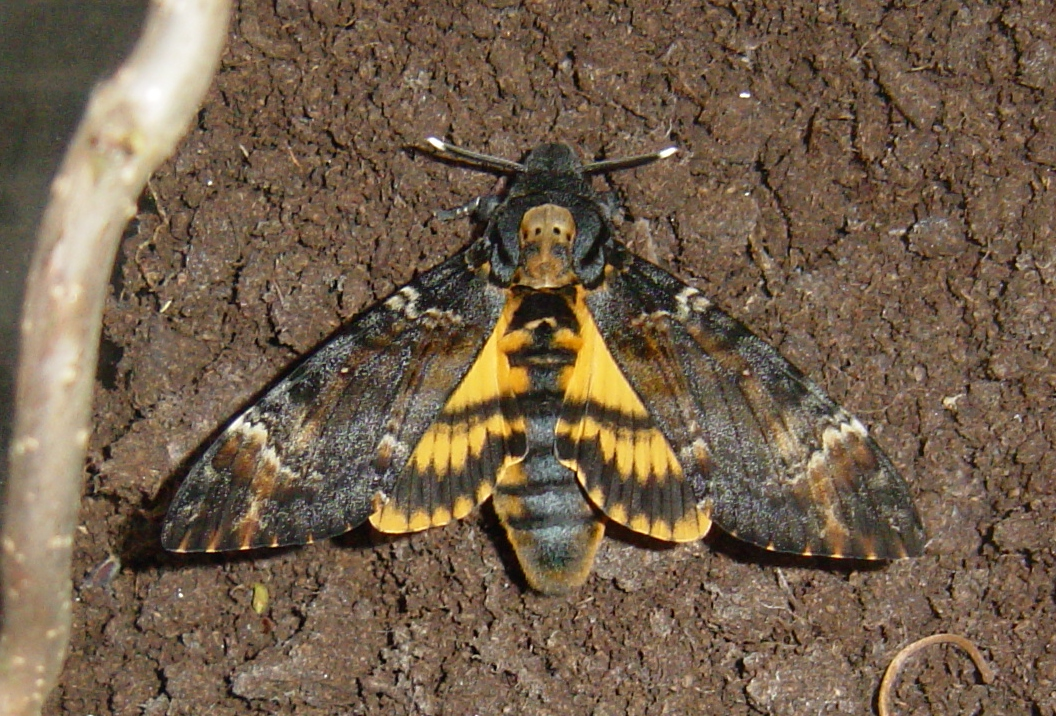
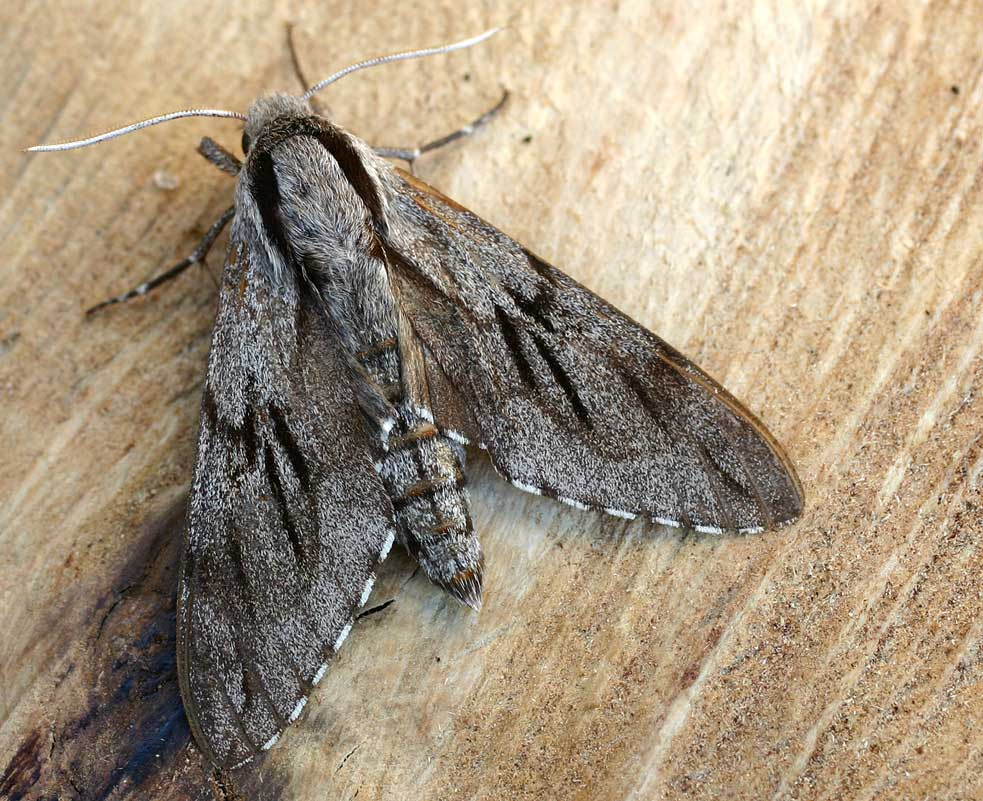
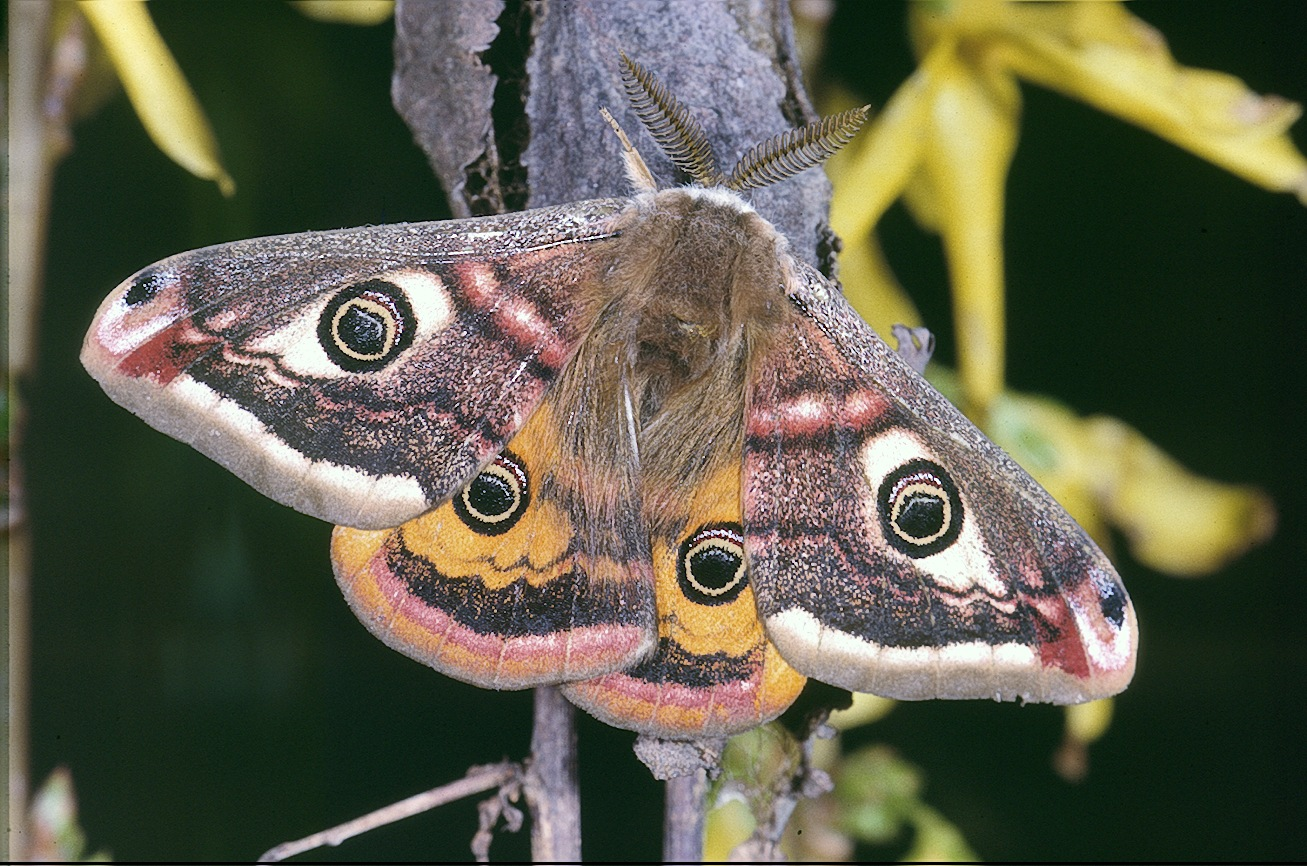